# 捕鯨船

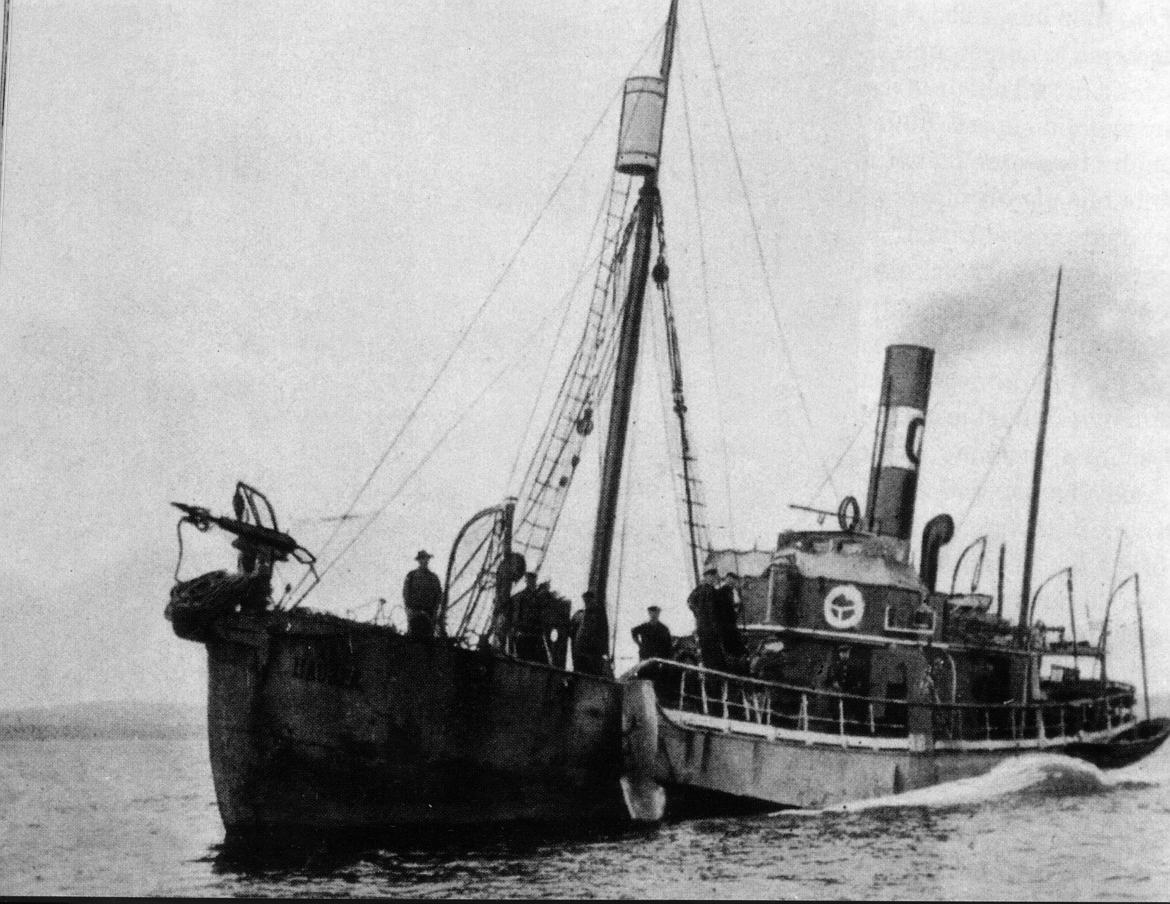
大約1900年代一艘蒸氣動力的捕鯨船，船頭具有魚叉槍。

捕鯨船是用來捕鯨的專門船具，船上具有捕鯨專用的魚叉。
在第二次世界大战一些軍艦也具有捕鯨船的功能和裝備。

## 捕鯨船的戰爭
在1613年到1638年捕鯨船作業人員為了搶奪斯匹次卑尔根岛而爆發小規模的戰爭。
在18、19世紀捕鯨船為了防止海盜，裝備了大砲等武裝。
在1812年戰爭美國海軍佔領了兩艘英國的捕鯨船，並將它們當成軍艦。
在二戰期間，挪威和英國皇家海軍僱用了許多捕鯨船，用於掃雷，搜索和救援以及反潛戰等。有十艘同盟國的捕鯨船在戰爭中喪生。

## 日本
在日本法律上，凡是捕鯨業所利用的船皆稱為捕鯨船，根據国际捕鲸委员会的用語：
- 捕鯨船：跟踪、捕獲、殺死、拖拉等目的的船。
- 母船：船內或船上用來處理鯨魚的船隻。